# Górki (gromada w powiecie opolskim)
Górki – dawna gromada, czyli najmniejsza jednostka podziału terytorialnego Polskiej Rzeczypospolitej Ludowej w latach 1954–1972.
Gromady, z gromadzkimi radami narodowymi (GRN) jako organami władzy najniższego stopnia na wsi, funkcjonowały od reformy reorganizującej administrację wiejską przeprowadzonej jesienią 1954 do momentu ich zniesienia z dniem 1 stycznia 1973, tym samym wypierając organizację gminną w latach 1954–1972.
Gromadę Górki z siedzibą GRN w Górkach utworzono – jako jedną z 8759 gromad na obszarze Polski – w powiecie opolskim w woj. opolskim, na mocy uchwały nr VII/26/54 WRN w Opolu z dnia 4 października 1954. W skład jednostki weszły obszary dotychczasowych gromad Górki, Chrząszczyce i Folwark ze zniesionej gminy Wójtowa Wieś w tymże powiecie. Dla gromady ustalono 17 członków gromadzkiej rady narodowej.
Gromadę zniesiono 31 grudnia 1959, a jej obszar włączono do znoszonej gromady Wójtowa Wieś w tymże powiecie.